# Жертвоприношение (фильм, 1986)
«Жертвоприношение» (швед. Offret) — художественный фильм в жанре философской драмы, поставленный Андреем Тарковским в 1986 году в Швеции. Последний фильм режиссёра, ставший своего рода «завещанием» человечеству и предостережением от угрозы ядерной войны. Удостоен Гран-при Каннского кинофестиваля (1986), приза ФИПРЕССИ (1986), приза Британской киноакадемии (1988) и других наград.

## Сюжет
Фильм начинается с показа картины «Поклонение волхвов» Леонардо да Винчи.
На острове Готланд живёт Александр, журналист, писатель, бывший актёр. Действие фильма происходит в его день рождения. У него жена Аделаида, дочь Марта и сын, маленький немой (после операции на связках) мальчик. Он сажает сухое дерево. Почтальон Отто, бывший учитель истории и философ, доставляет ему открытку «С днём рождения!» Потом приезжает Виктор, врач и друг семьи. Он предлагает подвезти их до дома. Но Александр остаётся и рассказывает Малышу, как они с Аделаидой нашли свой дом и как они его любят.
После они все собираются в доме. Служанка Юлия готовит обед. Подарки, книги, иконы, карты Европы XVII века моментально развлекают героев, погружая их в прошлое, где истоки их веры и происхождения. Все замечают странное поведение горничной Марии («Она пугает меня»). Отто заявляет, что он собирает «странные и необъяснимые события». Время, кажется, остановилось, но на самом деле жизнь полна разговоров, жестов, чувств. Только гости собираются сесть за стол, как по телевидению объявляют, что началась ядерная война. В отчаянии главный герой заявляет, что принесёт в жертву всё, что любит («Я дам тебе всё, что я имею; семью, дом, Малыша»), если только всё это прекратится. Отто советует Александру уйти и переспать с горничной Марией, которую считает ведьмой. Александр так и поступает.
На следующее утро всё выглядит нормально. Герою кажется, что ничего не было. Тем не менее, он не забыл обещание, данное Богу. Он обманом уводит семью на прогулку и поджигает дом. Увидев пожар, семья бежит назад. Появляется Мария, Александр хочет подойти к ней, но семья его останавливает, Александр хотел бы что-либо сказать, но так как он принял обет молчания, замолкает. Внезапно появляется медицинская машина, два медика бегут за Александром и увозят его. Мария едет за ним на велосипеде, но останавливается у дерева, посаженного Малышом. Она видит, как он поливает дерево (аллюзия на монаха Иоанна Колова, который каждый день в течение трёх лет взбирался на гору и поливал сухое дерево, которое затем расцвело, что символизирует надежду на светлое будущее). Как только Мария уезжает, Малыш, лёжа у дерева, произносит единственную за весь фильм фразу: «В начале было слово. Почему, папа?» Как и в начале, играет музыка Иоганна Себастьяна Баха «Страсти по Матфею».

## В ролях
- Эрланд Юзефсон — Александр
- Аллан Эдвалль — Отто
- Валери Мересс — Юлия
- Сьюзен Флитвуд — Аделаида
- Гвюдрун Гисладоуттир — Мария
- Свен Вольтер — Виктор
- Филиппа Францен — Марта
- Томми Чельквист — Малыш

## Производство

### Сценарий
Идея фильма была взята из киносценария «Ведьма» братьев Стругацких. Текст фактически написан Аркадием Стругацким в 1981 году по просьбе Тарковского. Как впоследствии вспоминал Борис Стругацкий, ему изначальный замысел, предложенный Тарковским задолго до «Ностальгии», не показался интересным, тогда как Аркадий серьёзно принялся за работу, написав первый вариант сценария. Однако вскоре Тарковский «уехал „за бугор“, и работа эта естественным образом прекратилась». Написанный Аркадием Стругацким сценарий был напечатан во втором номере журнала «Искусство кино» за 2008 год.
«Фильм и делается специально таким образом, чтобы быть истолкованным по-разному, — писал о нём сам Тарковский. — Я хотел показать, что человек может восстановить свои связи с жизнью посредством обновления тех оснований, на которых зиждется его душа… Жертвоприношение — это то, что каждое поколение должно совершить по отношению к своим детям: принести себя в жертву».

### Съёмки
Во время съёмок Тарковский всё время заглядывал в камеру. Оператор Свен Нюквист даже обижался, пока режиссёр не объяснил, что только таким образом он может представить себе мизансцену.
Сцена пожара снималась два раза — в первый раз у камеры (Arriflex) отказала грейферная система, и плёнка встала. Дом сгорел впустую. Декорация дома была вновь выстроена, и съёмку провели снова, на этот раз тремя камерами. Тарковский угрожал убрать своё имя из картины в том случае, если бы сцену пожара не пересняли.
Тарковский в течение нескольких дней искал место для сцены атомной катастрофы и паники. Он нашёл его — это был тоннель, лестница и небольшая площадь перед ними. Через полгода в 10 метрах от места съёмок был убит премьер-министр Швеции Улоф Пальме.

## Выход
В Швеции фильм вышел в прокат 9 мая 1986 года, в Бразилии — 23 октября 1986 года, в Японии — 25 апреля 1987 года, в Уругвае — 19 мая 1987 года, в СССР — 4 апреля 1988 года, в Австралии — 21 апреля 1988 года, в Франции — 14 мая 1986 года, в Дании — 16 мая 1986 года, в Испании — 31 октября 1986 года, в ФРГ — 8 января 1987 года, в Финляндии — 16 января 1987 года, в Италии — 29 мая 1987 года, в Португалии — 9 октября 1987 года, в Венгрии — 10 марта 1988 года, в Мексике — 18 мая 1988 года, в Нидерландах — 28 января 1989 года.

## Музыка
- «Страсти по Матфею» Erbarme Dich
Иоганн Себастьян Бах
Wolfgang Gönnenwein (дирижёр) / Юлия Хамари (Альт)
EMI-Electrola GmbH LC 0233

- Watazumido-Shuso, Хоттику (海童道祖　法竹)"
«Shingetsu»　(心月)
«Nezasa No Shirabe» (根笹調)
«Dai-Bosatsu»　(大菩薩)
The Everest Records Group 3289

- «Locklåtar från Dalarna och Härjedalen»
Elin Lisslass, Karin Edvards Johansson, Tjugmyr Maria Larsson, o.a.
SR Records RELP 5017

## Награды и номинации

### Награды
- 1986 — Каннский кинофестиваль
  - Гран-при — Андрей Тарковский
  - Приз за художественный вклад — Свен Нюквист
  - Приз ФИПРЕССИ — Андрей Тарковский
  - Приз экуменического жюри — Андрей Тарковский
- 1988
  - Премия BAFTA (1988) — Лучший фильм на иностранном языке (режиссёр — Андрей Тарковский; Швеция, Франция, Великобритания)

### Номинации
- 1986 — Каннский кинофестиваль
  - Золотая пальмовая ветвь — Андрей Тарковский